# Колюткінський
Колю́ткінський (рос. Колюткинский) — селище у складі Білоярського міського округу Свердловської області.
Населення — 22 особи (2010, 33 у 2002).
Національний склад станом на 2002 рік: росіяни — 88 %.
Стара назва — Колюткінський Кар'єр.